# Klappa händerna & Co.
Klappa händerna & Co. är ett barnalbum av Mora Träsk från 2003.

## Låtlista
1. Klappa händerna
2. Ritar med stortån
3. Min far
4. Händer och fingrar
5. Linda
6. Pelle Jöns
7. Julibarn
8. Temperaturen
9. Rockahoola boogie
10. Axeltåget
11. Frukostsången
12. Kalle Svensson
13. Alla isar smälter
14. Olympiska spel
15. Mulle Ulla
16. I skolan
17. Jag har en katt
18. Små flugor
19. Enfingerklappen
20. Mysiga Hasse